# Dolmen de la Casa del Moro
El dolmen de la Casa del Moro en la finca de Muélledes, sita en el ángulo suroeste del término municipal de Gejuelo del Barro (Provincia de Salamanca, España), fue descubierto en 1915 por don César Morán Bardón.

## Estructura
Es el dolmen mejor conservado de la provincia. Se trata de un sepulcro de corredor con cámara circular de aproximadamente 3,30 metros de diámetro y un corredor de más de 6 metros de longitud y 1 metro de anchura, que ocupan la parte central del túmulo que actualmente presenta una planta subcircular de 31 x 27 metros y una altura media de algo más de 1,5 metros. 
La cámara, no tiene cubierta, está formada por diez ortostatos de granito de anchuras variables, obtenidas de una zona situada a 1,5 metros de distancia. 
El corredor orientado al sureste, está formado por lajas de más de 2,5 metros de altura y anchura variable, conserva tres lajas originales de su cubrición y todo el resto de ortostatos de su construcción original. 

## Excavaciones
El material recuperado tras las excavaciones aun siendo escaso, pone de manifiesto que las fases culturales representadas en la Casa del Moro no contradicen las constatadas en otros dólmenes de la provincia; así tendríamos materiales típicos del tercer milenio a. C, característicamente dolménicos, y una posterior ocupación campaniforme.